# Харитонова, Александра Григорьевна
Алекса́ндра Григо́рьевна Харито́нова (3 мая 1922, Широкоис, Пензенская губерния — 18 июля 2009, Москва) — советская киноактриса.

## Биография
Александра Харитонова родилась 3 мая 1922 года в селе Широкоис (ныне — Иссинского района Пензенской области) в крестьянской семье. В 1926 году семья переехала в Московскую область на станцию Вишняки Казанской железной дороги, а затем в Москву. В 1936—1938 годах занималась в пионерском ансамбле песни и пляски под руководством С. О. Дунаевского.
После школы в 1939 году поступила на актёрский факультет ВГИКа. В 1941 году вместе с институтом эвакуировалась в Алма-Ату, после возвращения окончила его в 1943 году. После окончания ВГИКа работала на киностудии «Мосфильм», а затем, до ухода на заслуженный отдых в 1983 году, в Театре-студии киноактёра.
Была замужем за Гургеном Тавризяном, ставшим впоследствии деканом актёрского факультета ВГИКа.
В кино дебютировала в 1940 году, будучи студенткой ВГИКа, в фильме Льва Кулешова «Сибиряки». В 1950-х годах сыграла свои наиболее значительные роли: Людмила Осьмухина в «Молодой гвардии» (1948), Шура в «Сельском враче» (1951), Шурочка в «Дело было в Пенькове» (1957). После этого долго не снималась, играла в Театре киноактёра, занималась озвучиванием. В 1970—1980 годах вернулась в кино, играла небольшие характерные роли.
Умерла 18 июля 2009 года. Похоронена вместе с мужем на Даниловском кладбище, уч.26.

## Семья
- Отец — Григорий Игнатьевич Харитонов.
- Мать — Пелагея Тимофеевна Харитонова (1896—1972), домохозяйка.
- Муж — Гурген Арташесович Тавризян (1918—1992), декан актёрского факультета ВГИКа.
- Дочь — Тамара Гургеновна Тавризян (род. 1951), режиссёр научно-популярного кино[3].

## Фильмография

### Актриса
- 1940 — Сибиряки — Валя Кедрова, ученица 6-го класса
- 1948 — Молодая гвардия — Людмила Осьмухина
- 1950 — Донецкие шахтёры — официантка (нет в титрах)
- 1950 — Смелые люди — пленная девушка в товарном вагоне (нет в титрах)
- 1951 — Сельский врач — Шура, медсестра
- 1953 — Степные зори — эпизод
- 1957 — Дело было в Пенькове — Шурочка
- 1964 — Негасимое пламя — пассажирка теплохода
- 1966 — Скверный анекдот — гостья
- 1968 — Деревенский детектив — Верка Косая
- 1968 — Журавушка — женщина на суде (нет в титрах)
- 1971 — Смертный враг — баба
- 1971 — У нас на заводе — Марья Петровна
- 1972 — Огоньки — Агафья
- 1972 — Самый последний день — жена Гриши
- 1972 — Друзья мои… (4-я новелла «Чукотский марш») — телефонистка (нет в титрах)
- 1973 — Нейлон 100 % — больная
- 1973—1983 — Вечный зов (7-9, 11 серии) — член бюро райкома
- 1974 — Ищу мою судьбу — соседка
- 1974 — Ливень — деревенская баба
- 1974 — Последняя встреча — мать одного из детей (нет в титрах)
- 1974 — Такие высокие горы — колхозница
- 1975 — Принимаю на себя — эпизод
- 1976 — Рожденная революцией (7-я серия — «В ночь на 20-е», 8-я серия — «Оборотни») — сотрудница архива
- 1976 — Восхождение — партизанка с ребёнком
- 1976 — Долги наши — Шура, официантка
- 1976 — Опровержение — эпизод
- 1976 — Солнце, снова солнце — эпизод
- 1977 — Враги — служанка
- 1977 — Приезжая — колхозница
- 1977 — Служебный роман — сотрудница статистического учреждения
- 1977 — Судьба — колхозница (нет в титрах)
- 1978 — Вас ожидает гражданка Никанорова — соседка
- 1978 — Голубка — врач
- 1978 — Торговка и поэт — женщина возле магазина
- 1979 — Взрослый сын — кондуктор
- 1980 — Дамы приглашают кавалеров — гостья на свадьбе (нет в титрах)
- 1980 — Иначе нельзя — медсестра
- 1980 — Ожидание — работница ЖЭКа
- 1980 — Серебряные озёра — эпизод
- 1981 — Любовь моя вечная — эпизод
- 1981 — От зимы до зимы — Алёна Воронкова, жена Петра Воронкова
- 1981 — О тебе — мать
- 1981 — Родник — Пелагея
- 1982 — Домой! — женщина в очереди (в титрах Л. Харитонова)
- 1982 — Остановился поезд — Воробьёва, стрелочница
- 1983 — Букет фиалок — Александра, вдова
- 1983 — Витя Глушаков — друг апачей — тётка в очереди
- 1983 — К своим! — кассирша
- 1983 — Привет с фронта — нянечка
- 1984 — Формула любви — мать Машеньки
- 1985 — Дикий хмель — бабушка Кати (нет в титрах)
- 1985 — От зарплаты до зарплаты — Хомякова, рабочая
- 1985 — Поживём — увидим — учительница
- 1986 — В распутицу — жена Волгина
- 1986 — Первый парень — Любовь Тимофеевна
- 1987 — Друг — старуха во дворе
- 1988 — Скорый поезд — пассажирка в ресторане
- 1990 — Очищение — тётка в толпе
- 1991 — Безумной страстью ты сама ко мне пылаешь — бабка Наташи
- 1991 — И возвращается ветер… — соседка
- 1991 — Виват, гардемарины! — Шенк, служанка герцогини Ангальт-Цербстской
- 1991 — Как вести себя (Как вести себя дома) — бабушка
- 1992 — Прикосновение — соседка

### Озвучивание
- 1952 — Покорители вершин (Грузия-фильм) — Эленэ (роль Медеи Джапаридзе)
- 1955 — Встреча (Görüş; Бакинская студия художественных фильмов) — Фирангиз (роль Соны Аслановой)
- 1955 — Счастье Андруса (Andruse õnn; Ленфильм) — Линда (роль Реэт Пераметс)
- 1958 — Чужие дети (Грузия-фильм) — Гия (роль Михо Борашвили)
- 1967 — Возвращение улыбки (новелла «Косовица»; Грузия-фильм) — Магда (роль Медеи Чахава)
- 1971 — Поклонись огню (Киргизфильм; роль Джамал Сейдакматовой)
- 1972 — Весёлый роман (Грузия-фильм) — Софья (роль Медеи Чахава)
- 1972 — Чари-рама (Грузия-фильм) — Ксения (роль Елены Кипшидзе)
- 1978 — Кваркваре (Грузия-фильм) — Лирса (роль Кетеван Шарикадзе)